# Кананеа
Кананеа (ісп. Cananea) — місто та муніципалітет в Мексиці, входить в штат Сонора. Населення — 31 067 осіб.

## Фотографії

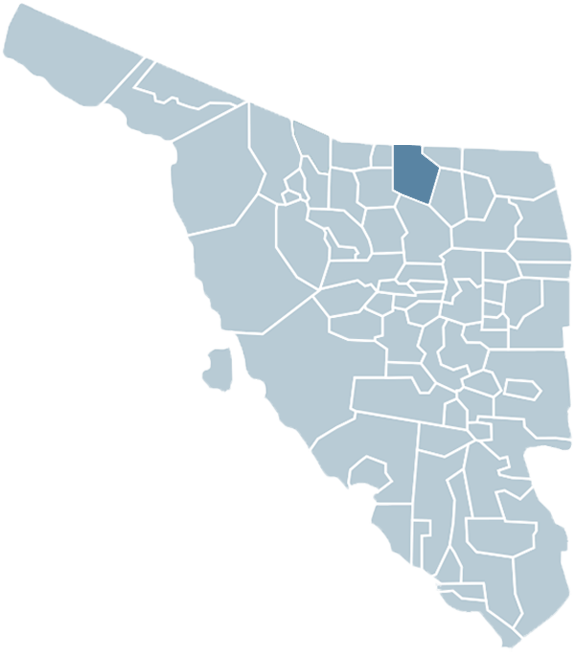
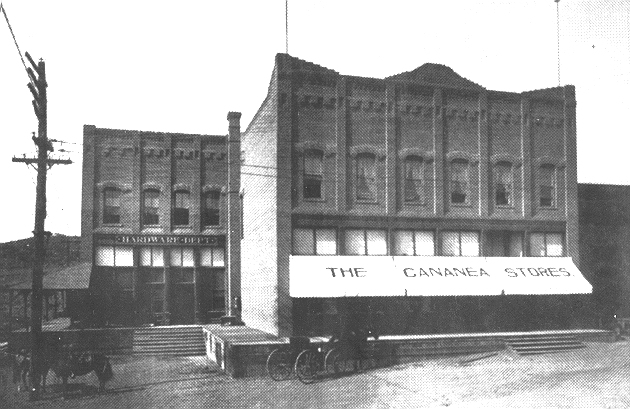
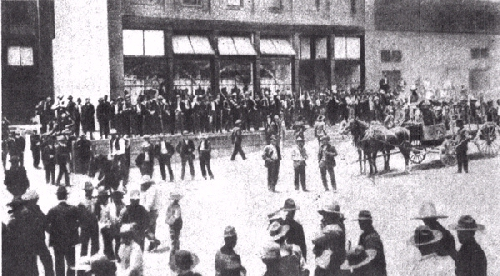
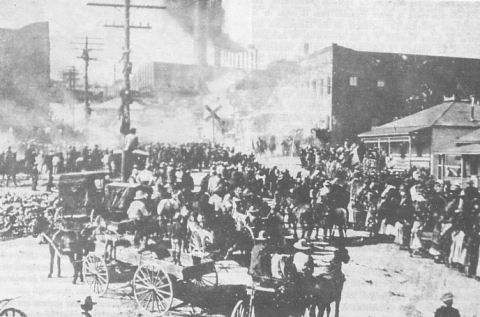
Вокзал